# Meir Kahana
Meir David Hacohen Kahana sau Kahane (în ebraică מאיר דוד כהנא, în engleză - la naștere: Martin David Kahane, n. 1 august 1932, New York City, New York, SUA – d. 5 noiembrie 1990, New York City, New York, SUA) a fost un rabin și politician israelian-american de extremă dreapta, fondatorul organizației „Liga de apărare evreiască” din S.U.A și al mișcării „Kakh” („Așa!”) din Israel, având o platformă ultraconservatoare și șovină. 

## Biografie
Meir Kahane s-a născut în 1932 la Brooklyn, New York, ca fiu al rabinului ortodox Charles (Yehezkel Sharaga) Kahana, originar din Safed (Palestina, azi în Israel) și al Soniei originară din Letonia. În America tatăl a fost un simpatizant al sionismului revizionist, aripa de dreapta a mișcării sioniste, și al organizației paramilitare a acestuia, Irgun.(Etzel).
În copilărie, Kahana a făcut parte din organizația de tineret a sionismului revizionist, Beitar (Brit Yosef Trumpeldor) întemeiată de Vladimir Zeev Jabotinski. Acolo l-a avut ca mentor pe viitorul ministru al apărării al Israelului, Moshe Arens.În 1952 s-a alăturat mișcării de tineret național-religioase Bnei Akiva, legată de partidul Mizrahi.
Kahane a fost bun la învățătură și la sport, fiind un pasionat jucător de baseball. 
După studii elementare și medii la Ieșiva Flatbush din New York, Kahane a învățat la Ieșiva Mir, fiind elevul rabinului Avraham Kalmanovitz. A învățat și la Brooklyn College, unde în anul 1954 a terminat licența în istorie și științe politice. În 1957 a terminat masteratul în relații internaționale și drept internațional la Școala de Drept a Universității New York. In 1957 a primit de la rabinul Kalmanovitz diploma de rabin

## Activitate politică în Statele Unite
Kahane a devenit cunoscut ca fondator în anul 1968 al „Ligii de apărare evreiască” care și-a propus să apere populația evreiască din cartierele sărace ale New Yorkului de atacurile unor extremiști antisemiți, mai ales din rândurile Panterelor Negre. Liga a fost implicată și în organizarea de acțiuni de protest în solidaritate cu evreii sovietici care cereau dreptul de a emigra în Israel.

### Activitatea politică în Israel
Kahana a emigrat în Israel la 14 septembrie 1971. Odată sosit a întemeiat mișcarea politică Kakh. În 1972 impreuna cu veteranul Irgunului Amihai Paglin si cu membri ai Ligii evreiești de apărare a încercat să trimită ilegal spre Roma arme în scopul efectuării unor acte de răzbunare pentru răpirea și omorârea de către teroriști arabi palestinieni a 11 sportivi israelieni la Olimpiada de la München.
Cei implicați în trimiterea armelor au fost condamnați de justiția israeliană la pedepse de închisoare cu suspendare.  
În 1973 Menachem Beghin a propus includerea lui Kahana in lista mișcării Likud în vederea alegerilor pentru Knesset, dar ideea a fost respinsă de conducerea partidului GAHAL (Herut-Liberali). Kahana și-a prezentat candidatura în fruntea unei liste numită Reshimat Haliga (Lista Ligii) dar în alegerile din 1977 și 1981 nu a reușit să treacă baremul necesar pentru a intra în parlament. 
În mai 1973 a început un demers judiciar împotriva sa și a unui confrate, Yoel Lerner, sub acuzarea de instigare la rebeliune, după ce au trimis unor arabi din Israel și din Cisiordania scrisori în care le propuneau să emigreze în schimbul unui ajutor financiar. Procesul a fost în cele din urmă suspendat, in ciuda cererii lui Kahana de a-l continua.
Între anii 1984-1988 Kahana a fost deputat în parlamentul israelian Knesset, dar în anul 1988 Comisia centrală electorală și Curtea Supremă de Justiție a Israelului au interzis partidului său să mai participe la alegerile parlamentare, pe baza legii împotriva rasismului din anul 1985. Kahana a fondat o ieșiva numită „Haraayon hayehudí” (Ideea evreiască) și a scris mai multe cărți în care și-a expus ideologia. 
La 5 noiembrie 1990 Kahana a fost asasinat, la sfârșitul unei cuvântări pe care a ținut-o la hotelul Mariotte din Manhattan. Ucigașul, Al said Nuseiyr, era un terorist musulman de origine egipteană din organizația Al Qaeda, care s-a travestit în evreu ultraortodox și a tras de aproape un glonte în gâtul lui Kahana. Un juriu de jurati a acceptat afirmatiile ucigasului ca nu el era cel ce a tras, si l-a declarat nevinovat. Nuseir a fost condamnat, în schimb, la 22 ani închisoare, pentru port ilegal de armă.
Cu mulți ani mai târziu, după [[Atentatele din 11 septembrie 2001| atacul teroriștilor Al Qaeda asupra Celor două Turnuri Gemene de la New York]], în cursul unei corespondențe cu producătorii unui film documentar despre Kahana, asasinul a recunoscut că el l-a ucis pe Kahana. S-a dezvăluit că el era legat de grupul condus de șeicul cel orb  Omar Abd Al Rahman din Egipt care a încercat deja în 1993 să organizeze explozia celor două turnuri. Procesul lui Nuseir a fost rejudecat si el a fost condamnat la închisoare pe viață.
Kahana a lăsat o văduvă, doi fii și două fiice.
La funeraliile lui Kahana, care au avut loc la Ierusalim, la cimitirul Har Hamenuhot, au participat, după diverse estimări, între 20.000 și 50.000 de persoane.

simbolul partidelor Kakh si Kahana Hay

În 1994 partidul Kakh și fracțiunea care i-a luat locul, „Kahana Hay” („Kahana trăiește!”) condusă de fiul său, Binyamin, au fost scoase în Israel în afara legii . În Statele Unite ale Americii, Canada și Uniunea Europeană ele au fost înscrise pe lista de grupări teroriste.

## Scrieri
- The Jewish Stake in Vietnam (1968)
- The Story of the Jewish Defense League (1975)
- They Must Go (1981)
- Uncomfortable Questions for Comfortable Jews (1987)
- Israel: Referendum or Revolution (1990)